# 今鉾一恵
今鉾 一恵（いまほこ かずえ、1982年8月25日 - ）は、日本の女子重量挙げ選手。埼玉県出身。主に75キロ級に出場する。陸上自衛隊、自衛隊体育学校に所属する自衛官であり、階級は二等陸尉。
埼玉栄高校から日本体育大学を経て2005年（平成17年）に陸上自衛隊に入隊し、自衛隊体育学校に所属。2005年のマカオで開催された東アジア競技大会でのトータル230キロは現在の女子75キロ級の日本記録である。
ウエイトリフティング世界選手権やアジア競技大会には出場しているが、オリンピック出場経験はまだない。
高校及び自衛隊体育学校の先輩に三宅敏博（三宅義行の次男）がおり、全日本女子チームヘッドコーチに就任した三宅から指導を受けたことがある。三宅の妹でロンドン・リオデジャネイロ2大会連続オリンピックメダリストの三宅宏実は高校の後輩にあたる。